# 140–142 St Vincent Street

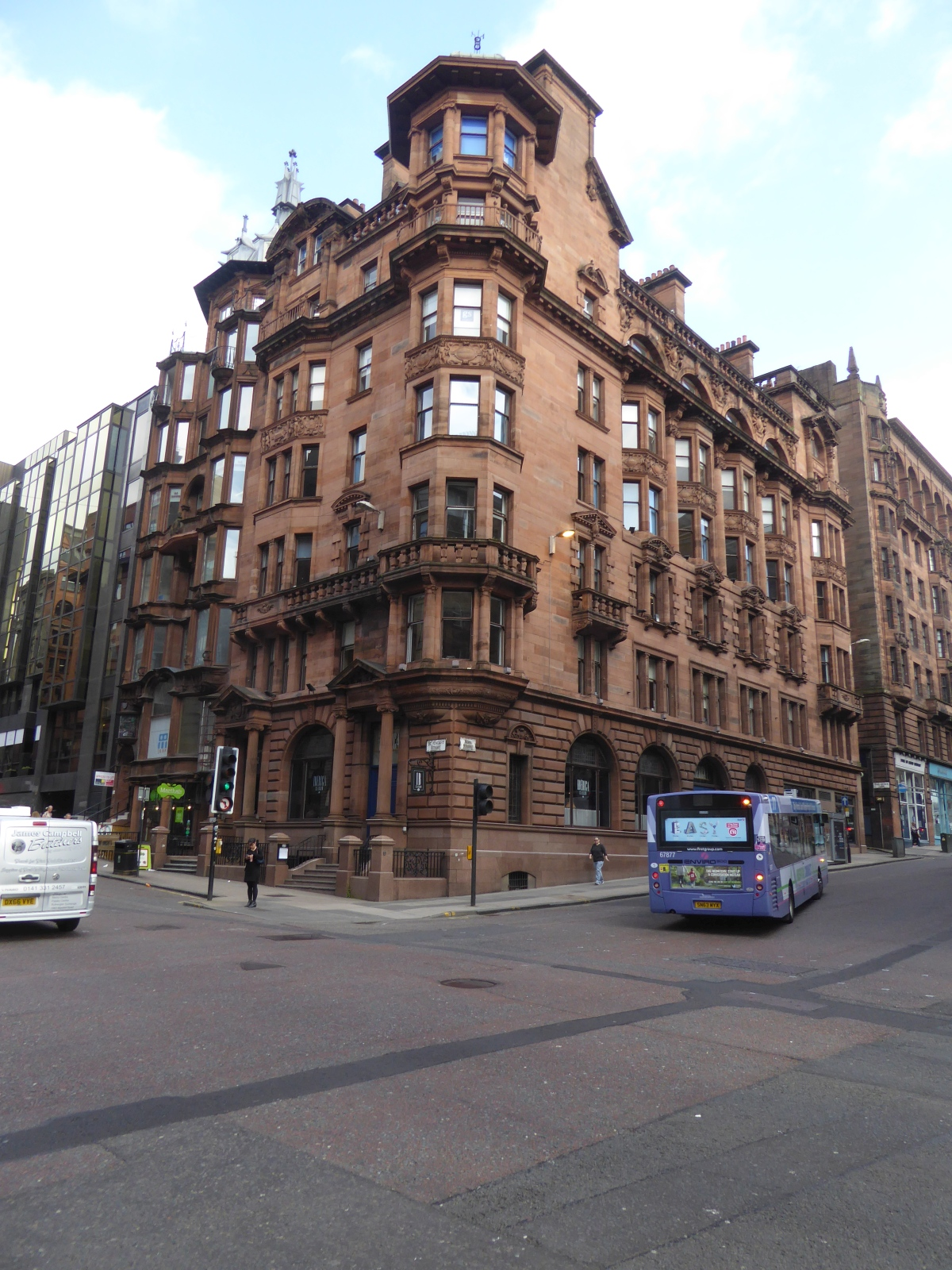
140–142 St Vincent Street

Unter der Adresse 140–142 St Vincent Street in der schottischen Stadt Glasgow befindet sich ein Geschäftsgebäude. 1988 wurde das Bauwerk in die schottischen Denkmallisten in der höchsten Denkmalkategorie A aufgenommen. Direkt westlich grenzt das ebenfalls denkmalgeschützte Geschäftsgebäude 142a–144 St Vincent Street an.

## Beschreibung
Das Gebäude steht an der Kreuzung der St Vincent Street mit der Hope Street im Zentrum Glasgows. Es wurde um 1900 nach einem Plan des Architekturbüros Burnet and Boston erbaut. Das sechsstöckige Eckhaus ist im Stile der späten viktorianischen Neorenaissance gestaltet. Die Fassaden zeigen ein Schichtenmauerwerk aus rotem Sandstein, das im Bereich des Erdgeschosses rustiziert ist. Darüber kragt ein Eckerker aus. Ein weiterer Erker beginnt mit dem zweiten Obergeschoss oberhalb des Balkons mit steinerner Balustrade und zieht sich bis über das vierte Obergeschoss. Dort endet er an einem weiteren, auf Kragsteinen gelagerten Balkon, der entlang der Fassaden als Gesimse fortgeführt wird.
Die beiden Eingangsportale sind mit flankierenden ionischen Säulen gestaltet, die in den Tympana reliefierte, gebrochene Dreiecksgiebel als Portalbekrönungen tragen. Das weite Fenster zwischen den Portalen ist mit Rundbogen mit Schlussstein gestaltet. Auch entlang der sechs Achsen weiten Seitenfassade entlang der Hope Street finden sich im Erdgeschoss Rundbogenfenster und -portale. Die dortigen Drillingsfenster im ersten und zweiten Obergeschoss sind mit stilisierten Säulen als Fensterpfosten gestaltet. Im zweiten Obergeschoss schließen sie mit bekrönenden Segmentgiebeln beziehungsweise Dreiecksgiebeln mit Zahnschnitt. Kolossale ionische Säulen zwischen dem dritten und vierten Obergeschoss flankieren die dortigen Erker und tragen das darüber verlaufende Gesimse.